# Slobozia Conachi
Slobozia Conachi è un comune della Romania di 3 935 abitanti, ubicato nel distretto di Galați, nella regione storica della Moldavia.
Il comune è formato dall'unione di 2 villaggi: Izvoarele e Slobozia Conachi.